# 65-ös busz (Budapest, 1954–1960)
A budapesti 65-ös jelzésű autóbusz a Váci út és a Szabadsajtó út között közlekedett. A viszonylatot a Fővárosi Autóbuszüzem üzemeltette.

## Története
1954 szeptemberében határozat keletkezett a XIII. kerület tömegközlekedésének javításáról egy 65-ös viszonylat képében a Váci út és a Gyöngyösi utca kereszteződésétől a Hősök teréig. A járat még ez év november 25-én el is indult, majd december 20-án a Szabad sajtó útig hosszabbították.
Az új járat a Hősök teréig a Népköztársaság útján ment, majd a Vágány utca és a Lehel utca érintésével érte el az akkor épülő Thälmann (ma Fiastyúk) utcai lakótelepet és végállomását a Váci úti kereszteződésnél. 1955. március 21-én útvonalát az újpesti Árpád útig hosszabbították, de május 9-étől kihasználatlanság miatt újra csak a Gyöngyösi utcáig járt. 1960. augusztus 1-jén összevonták a 4-es busszal, így megszűnt.

## Útvonala
| Szabadsajtó út felé | Váci út felé |
| --- | --- |
| Váci út vá. – Faludi utca – Madarász Viktor utca – Gyöngyösi utca – Hajdú utca – Thälmann utca – Béke utca – Lehel utca – Róbert Károly körút – Vágány utca – Dózsa György út – Népköztársaság útja – József Attila utca – Dorottya utca – Váci utca – Szabadsajtó út vá. | Szabadsajtó út vá. – Felszabadulás tér – Petőfi Sándor utca – Martinelli tér – Bécsi utca – Engels tér – József Attila utca – Népköztársaság útja – Dózsa György út – Vágány utca – Róbert Károly körút – Lehel utca – Béke utca – Thälmann utca – Hajdú utca – Gyöngyösi utca – Váci út – Váci út vá. |

## Megállóhelyei
| 0  | Váci út végállomás                               | 37 | 1, 3, 55 43, 143, C                                                                 |
| 1  | Tomori utca                                      | 35 |                                                                                     |
| 3  | Hajdú utca (↓) Gyöngyösi utca (↑)                | 34 |                                                                                     |
| 4  | Thälmann utca (↓) Hajdú utca (↑)                 | 33 |                                                                                     |
| 5  | Béke utca (↓) Thälmann utca (↑)                  | 32 | 12, 14, 16, 62                                                                      |
| 6  | Frangepán utca (↓) Fáy utca (↑)                  | 30 | 12, 14, 16, 62                                                                      |
| 8  | Béke tér                                         | 28 | 12, 14, 16, 62 32                                                                   |
| 10 | Róbert Károly körút (↓) Lehel utca (↑)           | 26 | 12, 14, 16, 62 55                                                                   |
| 12 | Vágány utca (↓) Róbert Károly körút (↑)          | 24 | 20, 30, 55                                                                          |
| 14 | Dózsa György út (↓) Vágány utca (↑)              | 22 | 75, 79 20, 30                                                                       |
| 17 | Hősök tere (↓) Szépművészeti Múzeum (↑)          | 20 | Millenniumi Földalatti Vasút 71, 72, 75, 79 1, 20, 25, 30                           |
| 19 | Bajza utca                                       | 18 | Millenniumi Földalatti Vasút 1                                                      |
| 21 | Kodály körönd                                    | 16 | Millenniumi Földalatti Vasút 1, 33                                                  |
| 23 | November 7. tér                                  | 14 | Millenniumi Földalatti Vasút 4, 6, 6A, 46, 66 1, 4, 4A, 12, 45, O                   |
| 25 | Opera                                            | 12 | Millenniumi Földalatti Vasút 70, 78 1, 4, 4A                                        |
| 27 | Bajcsy-Zsilinszky út (↓) Népköztársaság útja (↑) | 10 | Millenniumi Földalatti Vasút 1, 4, 4A                                               |
| 30 | Engels tér                                       | 7  | Millenniumi Földalatti Vasút 48, 49, 49A, 52, 53, 60 1, 5, 6, 9, 15, 16, 39, 56, 60 |
| 34 | Petőfi tér (↓) Martinelli tér (↑)                | 4  | 2 , 15                                                                              |
| 37 | Szabadsajtó út végállomás                        | 0  | 2, 44, 45, 67, 68 74 2, 7, 8, 8A, 15, 44, 46                                        |